# Idiocranium russeli
Idiocranium russeli é uma espécie de anfíbio gimnofiono da família Caeciliidae, única no género Idiocranium. É das espécies mais pequenas de gimnofiono. Está presente nos Camarões.